# 5a etapa del Tour de França de 2009
La 5a etapa del Tour de França de 2009 es va disputar el dimecres 8 de juliol sobre un recorregut de 187 quilòmetres entre Cap d'Agde i Perpinyà. La victòria fou pel francès Thomas Voeckler, que arribà en solitari a la línia d'arribada.

## Descripció del recorregut
Etapa bàsicament plana entre el centre balneari de Cap d'Agde i Perpinyà. Sols cal destacar dues petites cotes de 4a categoria a la part central del recorregut, just abans d'entrar al Rosselló, el coll de Fulhan (4 km al 3,3%) al km 112,5 i la cota de Treilles (1,3 km 4,2%) al km 116,5. Durant l'etapa els ciclistes també es trobaran 3 esprints intermedis, a Capestanh (km 40,5), Saint-Jean-de-Barrou (km 107,5) i Canet de Rosselló (km 158,5).
Al Rosselló s'hi entra per l'estany de Salses i es ressegueix tota la costa fins a arribar a Argelers, on es gira direcció nord per buscar la meta a Perpinyà.

## Resum de l'etapa
El japonès Fumiyuki Beppu va ser el primer a atacar, seguit per Anthony Geslin (FDJ), Marcin Sapa (LAM) i Thomas Voeckler (BBO). Amb tot, desistí al km 10, però no així els seus companys, als quals s'uniren Mikhaïl Ignàtiev (KAT), Iauhèn Hutaròvitx (FDJ) i Albert Timmer (SKS), al km 23. Ràpidament la diferència augmentà fins a 9'35" al km 40.
En aquell moment el Columbia es posà al capdavant del gran grup per tal de reduir la diferència i a l'entrada a l'avituallament (km 88) aquesta se situà en 3'35". Amb l'arribada de les dues cotes i l'arribada a mar, on el vent podia jugar una mala passada, com ja havia passat en la 3a etapa, l'Astana i el Saxo Bank es posaren el davant per accelerar el ritme.
Una caiguda de Robert Gesink Rabobank ProTeam fa que aquest perdés contacte amb el gran grup i encara que hagués acabat l'etapa s'hagués vist obligat a abandonar, ja que no podia prendre la sortida de la propera etapa. En arribar a Leucata el vent lateral fa que el gran grup es trenqui en tres, sent Denís Ménxov l'únic favorit que no entra al grup capdavanter.
A 22 km de l'arribada s'uniren tots els ciclistes a excepció de Robert Gesink. Els atacants, que havien arribat a tenir menys d'un minut de diferència, tornaren a augmentar-la i a manca de 10 km es trobaren a 1' 15". A manca de 6,5 km, Ignàtiev va ser el primer a atacar, però l'atac bo seria el de Thomas Voeckler a 5 km per a l'arribada, que el permetria arribar en solitari a Perpinyà. Ignàtiev va ser el segon, ja amb el mateix temps que el gran grup.
Tots els mallots queden sense cap variació.

## Esprints intermedis
| 1r | Anthony Geslin    | 6 pts |
| 2n | Iauhèn Hutaròvitx | 4 pts |
| 3r | Thomas Voeckler   | 2 pts |

| 1r | Marcin Sapa      | 6 pts |
| 2n | Anthony Geslin   | 4 pts |
| 3r | Mikhaïl Ignàtiev | 2 pts |

| 1r | Marcin Sapa      | 6 pts |
| 2n | Thomas Voeckler  | 4 pts |
| 3r | Mikhaïl Ignàtiev | 2 pts |

## Ports de muntanya
- Cota de Fulhan. 250m. 4a categoria (km 112,5) (4 km al 3,3%)

| 1r | Anthony Geslin   | 3 pts |
| 2n | Mikhaïl Ignàtiev | 2 pts |
| 3r | Thomas Voeckler  | 1 pts |

- Cota de Trelhas. 219m. 4a categoria (km 116,5) (1,3 km 4,2%)

| 1r | Anthony Geslin  | 3 pts |
| 2n | Thomas Voeckler | 2 pts |
| 3r | Albert Timmer   | 1 pts |

## Classificació de l'etapa
|    | Ciclista           | Equip                 | Temps      |
| -- | ------------------ | --------------------- | ---------- |
| 1  | Thomas Voeckler    | Bbox Bouygues Telecom | 4h 29' 35" |
| 2  | Mikhaïl Ignàtiev   | Team Katusha          | + 7"       |
| 3  | Mark Cavendish     | Team Columbia-HTC     | m. t.      |
| 4  | Tyler Farrar       | Garmin-Slipstream     | m. t.      |
| 5  | Gerald Ciolek      | Milram                | m. t.      |
| 6  | Danilo Napolitano  | Team Katusha          | m. t.      |
| 7  | José Joaquín Rojas | Caisse d'Epargne      | m. t.      |
| 8  | Lloyd Mondory      | AG2R La Mondiale      | m. t.      |
| 9  | Óscar Freire       | Rabobank ProTeam      | m. t.      |
| 10 | Thor Hushovd       | Cervélo TestTeam      | m. t.      |

## Classificació general
|    | Ciclista          | Equip             | Temps       |
| -- | ----------------- | ----------------- | ----------- |
| 1  | Fabian Cancellara | Team Saxo Bank    | 15h 07' 49" |
| 2  | Lance Armstrong   | Team Astana       | m. t.       |
| 3  | Alberto Contador  | Team Astana       | + 19"       |
| 4  | Andreas Klöden    | Team Astana       | + 23"       |
| 5  | Levi Leipheimer   | Team Astana       | + 31"       |
| 6  | Bradley Wiggins   | Garmin-Slipstream | + 38"       |
| 7  | Haimar Zubeldia   | Team Astana       | + 51"       |
| 8  | Tony Martin       | Team Columbia-HTC | + 52"       |
| 9  | David Zabriskie   | Garmin-Slipstream | + 1' 06"    |
| 10 | David Millar      | Garmin-Slipstream | + 1' 07"    |

## Classificacions annexes

### Classificació per punts
| Classificació per punts | Total  |
| ----------------------- | ------ |
| Mark Cavendish          | 96 pts |
| Thor Hushovd            | 70 pts |
| Tyler Farrar            | 54 pts |

### Classificació de la muntanya
| Classificació de la muntanya | Total |
| ---------------------------- | ----- |
| Jussi Veikkanen              | 9 pts |
| Tony Martin                  | 6 pts |
| Anthony Geslin               | 6 pts |

### Classificació del millor jove
| Classificació del millor jove | Temps       |
| ----------------------------- | ----------- |
| Tony Martin                   | 15h 08' 41" |
| Roman Kreuziger               | + 39"       |
| Vincenzo Nibali               | + 44"       |

### Classificació per equips
| Classificació per equips | Total       |
| ------------------------ | ----------- |
| Team Astana              | 43h 39' 49" |
| Team Saxo Bank           | + 02' 33"   |
| Team Columbia-HTC        | + + 02' 45" |

### Combativitat
- Mikhaïl Ignàtiev

## Abandonaments
No n'hi ha cap.